# 哈夫里利夫卡 (尼任區)
50°37′21″N 31°45′31″E / 50.62250°N 31.75861°E
哈夫里利夫卡（烏克蘭語：Гаврилівка），是烏克蘭北部的村莊，隸屬切爾尼希夫州的尼任區。該村始建於1924年，面積1平方公里，海拔高度133米，2006年人口127，人口密度每平方公里127.51人。